# Eulepetopsis
Eulepetopsis is een geslacht van weekdieren uit de klasse van de Gastropoda (slakken).

## Soort
- Eulepetopsis vitrea McLean, 1990